# Exit fee
Exit fee (exit payment, exit charge, compensation payment) – świadczenie pieniężne płacone w zamian za zaprzestanie określonego rodzaju działalności gospodarczej w ramach grup kapitałowych, wymagane w wielu jurysdykcjach podatkowych przez regulacje cen transferowych. Bywa również określane jako rekompensata z tytułu przeniesienia miejsca działalności, wynagrodzenie za przejęcie funkcji, aktywów, ryzyk i umów z klientami, opłata za przejęcie (odstąpienie) części biznesu, wynagrodzenie za udostępnienie możliwości produkcyjnych i sprzedażowych, transfer potencjału zysku.
Zobowiązaniu do zapłaty exit payment odpowiada obowiązek drugiej strony zaprzestania określonego rodzaju działalności gospodarczej i łączy się on z innego rodzaju świadczeniami, jak np. przeniesienie własności maszyn produkcyjnych albo transfer praw własności przemysłowej czy know-how. Opłata za te składniki majątkowe jest jednak zwykle kalkulowana odrębnie, a więc w rzeczywistości chodzi tutaj o wynagrodzenie za przeniesienie funkcji lub ryzyk z wyłączeniem aktywów.
W Niemczech reguły kalkulacji opłaty z tytułu exit fee uregulowano w opublikowanych w dniu 13 października 2010 roku przez Federalne Ministerstwo Finansów „Zasadach badania alokacji dochodów między podmiotami powiązanymi w przypadkach transgranicznego przenoszenia funkcji (zasady administracyjne przenoszenia funkcji)”, a konstrukcja ta jest określana w literaturze jako Escape-Klausel.